# Radhošť (berg)
Radhošť är ett berg i Tjeckien. Det ligger i regionen Mähren-Schlesien, i den östra delen av landet, 280 km öster om huvudstaden Prag. Toppen på Radhošť är 1 129 meter över havet, eller 477 meter över den omgivande terrängen. Bredden vid basen är 6,8 km.
Terrängen runt Radhošť är huvudsakligen kuperad, men norrut är den platt.Runt Radhošť är det ganska tätbefolkat, med 62 invånare per kvadratkilometer. Närmaste större samhälle är Frenštát pod Radhoštěm, 6,4 km norr om Radhošť. I omgivningarna runt Radhošť växer i huvudsak blandskog.